# 动地吟
动地吟是马来西亚著名的诗歌表演，以现代诗为主轴，以朗诵、演唱、舞蹈、音乐等艺术方式呈现诗歌，让文学走入民间。表演内容批判现实，关怀家国，回响甚广。
动地吟的前身为声音的演出，由马来西亚华裔诗人傅承得、游川等发起，于1988年12月2日首次在吉隆坡陈氏书院演出，翌年改名动地吟，取自鲁迅的《无题》诗：“万家墨面没蒿莱，敢有歌吟动地哀。心事浩茫连广宇，于无声处听惊雷！”巡回全国，演出五场。1990年原班人马以《肝胆行》为名再办类似表演。
沉寂十年，傅承得于1999年找来吕育陶等年青诗人加入演出，从舞台到购物中心，巡回约二十场。2008年为纪念游川逝世周年再办动地吟，除了更多诗人朋友参加演出，还加入由马金泉和叶忠文所创办的共享空间专业舞团，舞台元素更为丰盛。2012年为纪念游川、音乐家陈徽崇、歌唱家陈容及马来西亚相声之父姚兴光，再办动地吟。